# Chondriella
Chondriella, monotipski rod morskih algi smješten u vlastitu porodicu Chondriellaceae, dio reda Gigartinales.
Jedina vrsta C. pusilla iz jugoistočnog Pacifika, endem je otočja Juan Fernández.